# Радмило В. Радовановић
Радмило В. Радовановић српски је књижевник из Босне и Херцеговине. Рођен је 1957. године у Дивину, општина Билећа, а школовао се у Требињу и Мостару. Данас живи у Мркоњић Граду.
Радовановић је члан Удружења књижевника Српске и Удружења књижевника Србије. Објавио је 21 књигу и добитник је неколико књижевних награда. Пјесме су му објављене у неколицини зборника и антологија. Мркоњићка општина је 2012. суфинансирала штампање његове књиге „Жал за Еуридиком“. Живи у Мркоњић Граду.

## Антологије
- Мирко Вуковић, Панорама крајишке поезије 2015, часопис Крајина бр. 55-56, Бања Лука;
- Миленко Стојичић, Андрић екс привата, Бесједа, Бања Лука, Арс Либри Београд 2011;
- Миленко Стојичић, Мркоњић (о)писан град, арт принт Бања Лука, 2007;
- Лијепа књига о Кочићу, приредили Миленко Стојичић и Ненад Новаковић, Бесједа Бања Лука и Арс Либри Београд, 2002;
- Живко Малешевић, Гласници новог писма, есеји и критике,Удружење књижевника Српске подружница Бања Лука, 2005;
- Миленко Стојичић, Књига над Бања Луком, антологија, Удружење књижевника Српске подружница Бања Лука, 2006;
- Радивоје Микић, Антологија савремене српске поезије РС, Бања Лука, 2001;
- Анђелко Анушић и Живко Малешевић, Насукани на лист лирике, Антологија српског пјесништва у БиХ друге половине 20 вијека, 2006;
- Василије Шајиновић, Антологија ратне лирике РС 1992-2002, Добој, 2010;
- Томислав Мијовић, Зорану Радмиловићу, пјесници и ликовни критичари, Зајечар, 2013;
- Poets For World Peace, Anthology of poems, editors:dr Ram Sharma India, Сабахудин Хаџиалић, Босниа анд Херцеговина, Пјесници за мир у свијету, Антологија на енглеском и индијском, 2012;
- Миљко Шиндић,Књижевна Крајина 3, Матица Српска, Бања Лука, 2016;

## Награде
- Годишња награда за најбољу књигу у 2015 години, Капије Хада, Удружење књижевника Српске подружница Бања Лука;
- Сарајевски дани поезије, 2002 године, награда за књигу Морфејски сан, Просвета, Београд, 2001 године;
- Награда Милан Лалић, Вечерње новости, Београд за књигу Раскошна тамница, Глас српски, Бања Лука, 1998 године;
- Награда Слово Подгрмеча за књигу Епитафиус, Апостроф Београд и Глас српски, Бања Лука, 2000 године;
- Банкет уклетих, Глас српски, Бања Лука, награда Министарства просвјете и културе РС,2005 године;
- Пребивалиште пепела, Глас српски, Бања Лука, 2007, награда Министарства просвјете и културе РС, 2007 године;
- Млади Адонис, Удружење књижевника Српске подружница Бања Лука, награда Министарства просвјете и културе РС за 2011;
- Жал за Еуридиком, Артпринт Бања Лука, награда Општине Мркоњић Град за 2013 годину;
- Похвала, награда Општине Мркоњић Град за допринос у културном стваралаштву за 2004 годину;
- Награда „Печат вароши сремскокарловачке”, за књигу песама Тезејев јав, 2020.

## Преводи
Поезија му је превођена на енглески, руски, њемачки, индијски, шведски, словачки, арапски, турски, румунски, македонски, словеначки, грчки.